# Alzonne
Alzonne (occitan : Alzona ) est une commune française, située dans le nord-ouest du département de l'Aude en région Occitanie.
Sur le plan historique et culturel, la commune fait partie du Lauragais, l'ancien « Pays de Cocagne », lié à la fois à la culture du pastel et à l’abondance des productions, et de « grenier à blé du Languedoc ». Exposée à un climat méditerranéen, elle est drainée par le canal du Midi, le Fresquel, le Lampy, le Vernassonne, le ruisseau de Rebenty, le ruisseau du Reboulidou et par divers autres petits cours d'eau. La commune possède un patrimoine naturel remarquable : un site Natura 2000 (la « vallée du Lampy ») et quatre zones naturelles d'intérêt écologique, faunistique et floristique.
Alzonne est une commune rurale qui compte 1 590 habitants en 2022, après avoir connu une forte hausse de la population depuis 1975. Elle fait partie de l'aire d'attraction de Carcassonne. Ses habitants sont appelés les Alzonnais ou  Alzonnaises.

## Géographie

### Localisation
La commune d'Alzonne est située dans le Lauragais sur la D 6113 et la ligne Bordeaux - Sète  au confluent du Fresquel et du Lampy.

### Communes limitrophes
Les communes limitrophes sont Bram, Montolieu, Montréal, Moussoulens, Raissac-sur-Lampy, Sainte-Eulalie et Saint-Martin-le-Vieil.
| Raissac-sur-Lampy     | Saint-Martin-le-Vieil | Montolieu      |
| Saint-Martin-le-Vieil | Alzonne               | Moussoulens    |
| Bram                  | Montréal              | Sainte-Eulalie |

### Géologie et relief
Alzonne se situe en zone de sismicité 1 (sismicité très faible).

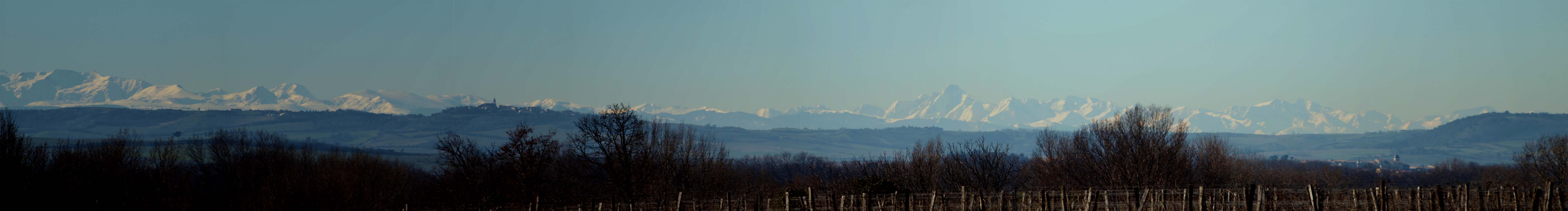
Vue sur les Pyrénées.

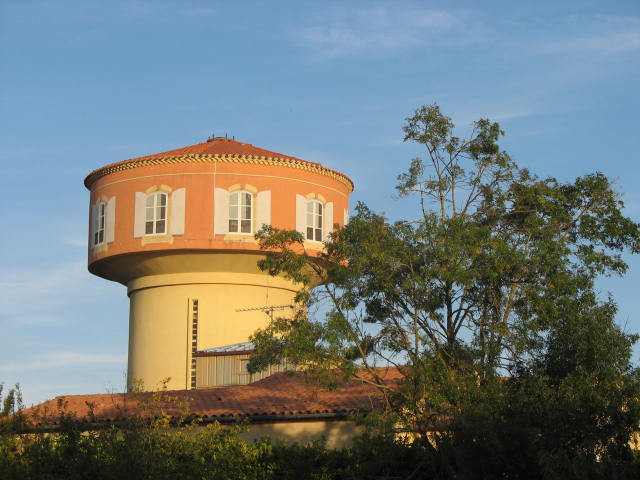
Trompe-l'œil du château d'eau d'Alzonne.

### Hydrographie
La commune est dans la région hydrographique « Côtiers méditerranéens », au sein du bassin hydrographique Rhône-Méditerranée-Corse. Elle est drainée par le canal du Midi, le Fresquel, le Lampy, le Vernassonne, le ruisseau de Rebenty, le ruisseau du Reboulidou, le ruisseau de Fontorbe, le ruisseau de Lascombes et le ruisseau du Trapadous, constituant un réseau hydrographique de 22 km de longueur totale,.
Le canal du Midi, d'une longueur totale de 239,8 km, est un canal de navigation à bief de partage qui relie Toulouse à la mer Méditerranée depuis le xviie siècle.
Le Fresquel, d'une longueur totale de 63 km, prend sa source dans la commune de Baraigne et s'écoule d'ouest en est. Il traverse la commune et se jette dans l'Aude à Carcassonne, après avoir traversé 22 communes.
Le Lampy, d'une longueur totale de 29,3 km, prend sa source dans la commune d'Arfons et s'écoule vers le sud. Il traverse la commune et se jette dans le Fresquel sur le territoire communal, après avoir traversé 8 communes.
La Vernassonne, d'une longueur totale de 22,5 km, prend sa source dans la commune d'Arfons et s'écoule vers le sud. Elle traverse la commune et se jette dans le Lampy sur le territoire communal, après avoir traversé 4 communes.
Le ruisseau de Rebenty, d'une longueur totale de 20,7 km, prend sa source dans la commune de Montréal et s'écoule du sud-est vers le nord-ouest puis vers le nord. Il traverse la commune et se jette dans le Fresquel sur le territoire communal, après avoir traversé 3 communes.

### Climat
Pour des articles plus généraux, voir Climat de l'Occitanie et Climat de l'Aude.
En 2010, le climat de la commune est de type climat du Bassin du Sud-Ouest, selon une étude s'appuyant sur une série de données couvrant la période 1971-2000. En 2020, Météo-France publie une typologie des climats de la France métropolitaine dans laquelle la commune est exposée à un climat océanique altéré et est dans la région climatique Aquitaine, Gascogne, caractérisée par une pluviométrie abondante au printemps, modérée en automne, un faible ensoleillement au printemps, un été chaud (19,5 °C), des vents faibles, des brouillards fréquents en automne et en hiver et des orages fréquents en été (15 à 20 jours).
Pour la période 1971-2000, la température annuelle moyenne est de 13,7 °C, avec une amplitude thermique annuelle de 16 °C. Le cumul annuel moyen de précipitations est de 624 mm, avec 9,3 jours de précipitations en janvier et 4,7 jours en juillet. Pour la période 1991-2020, la température moyenne annuelle observée sur la station météorologique la plus proche, située sur la commune de Ventenac-Cabardès à 9 km à vol d'oiseau, est de 14,4 °C et le cumul annuel moyen de précipitations est de 774,1 mm,. Pour l'avenir, les paramètres climatiques de la commune estimés pour 2050 selon différents scénarios d'émission de gaz à effet de serre sont consultables sur un site dédié publié par Météo-France en novembre 2022.

### Milieux naturels et biodiversité

#### Réseau Natura 2000

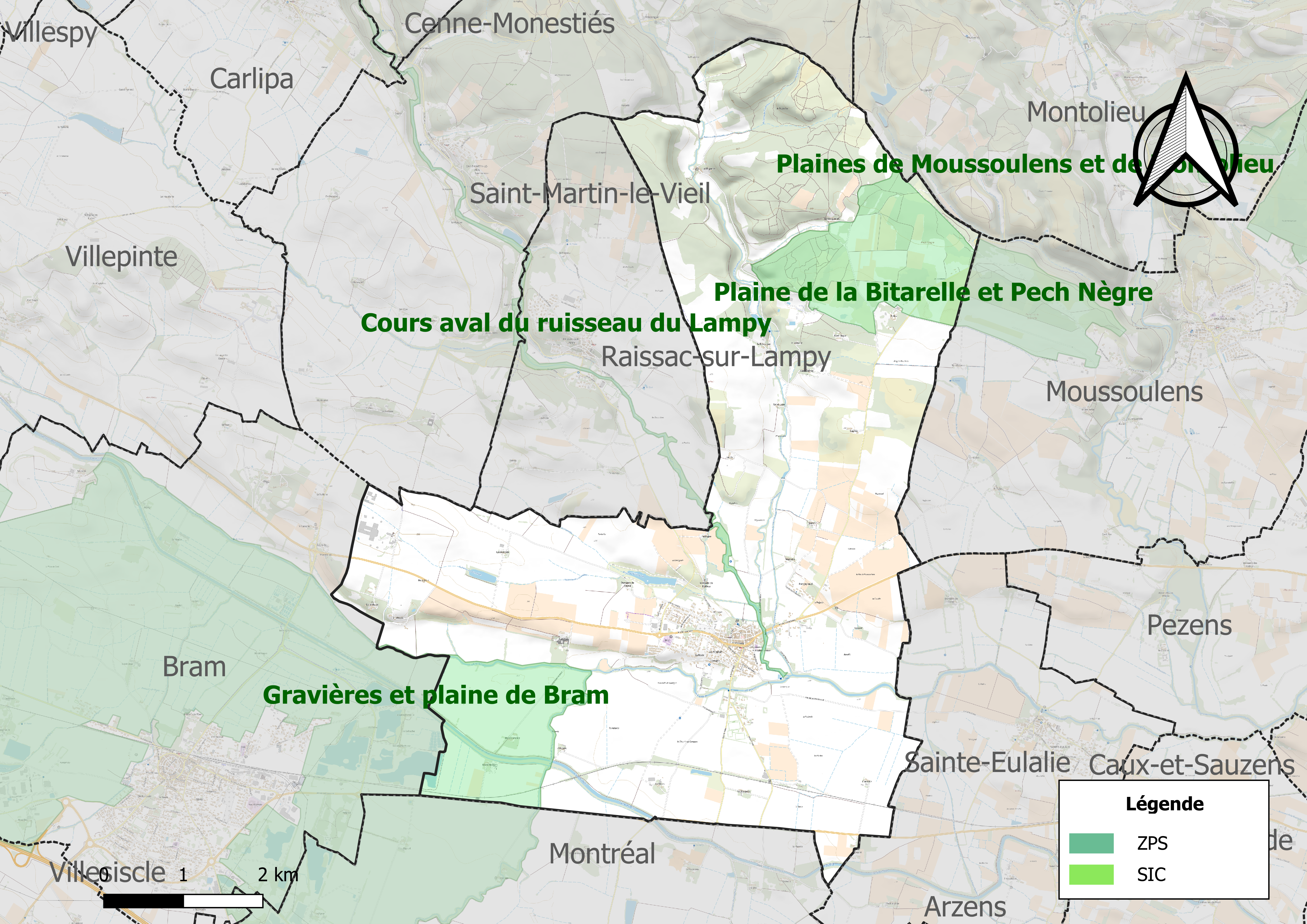
Site Natura 2000 sur le territoire communal.

Le réseau Natura 2000 est un réseau écologique européen de sites naturels d'intérêt écologique élaboré à partir des directives habitats et oiseaux, constitué de zones spéciales de conservation (ZSC) et de zones de protection spéciale (ZPS). Un site Natura 2000 a été défini sur la commune au titre de la directive habitats : la « vallée du Lampy », d'une superficie de 9 555 ha, avec la Vernassonne, deux cours d'eau de régime méditerranéen. La qualité de l'eau permet à ces cours d'eau d'abriter une faune piscicole riche et variée, parmi laquelle plusieurs espèces d'intérêt communautaire : le barbeau méridional, la bouvière et la lamproie de Planer.

#### Zones naturelles d'intérêt écologique, faunistique et floristique
L’inventaire des zones naturelles d'intérêt écologique, faunistique et floristique (ZNIEFF) a pour objectif de réaliser une couverture des zones les plus intéressantes sur le plan écologique, essentiellement dans la perspective d’améliorer la connaissance du patrimoine naturel national et de fournir aux différents décideurs un outil d’aide à la prise en compte de l’environnement dans l’aménagement du territoire. Trois ZNIEFF de type 1 sont recensées sur la commune :
- le « cours aval du ruisseau du Lampy » (37 ha), couvrant 5 communes du département[21] ;
- les « gravières et plaine de Bram » (2 381 ha), couvrant 6 communes du département[22] ;
- la « plaine de la Bitarelle et pech Nègre » (262 ha), couvrant 2 communes du département[23] ;

et une ZNIEFF de type 2, : les « causses du piémont de la Montagne Noire » (8 830 ha), couvrant 20 communes du département.

Carte des ZNIEFF de type 1 et 2 à Alzonne.
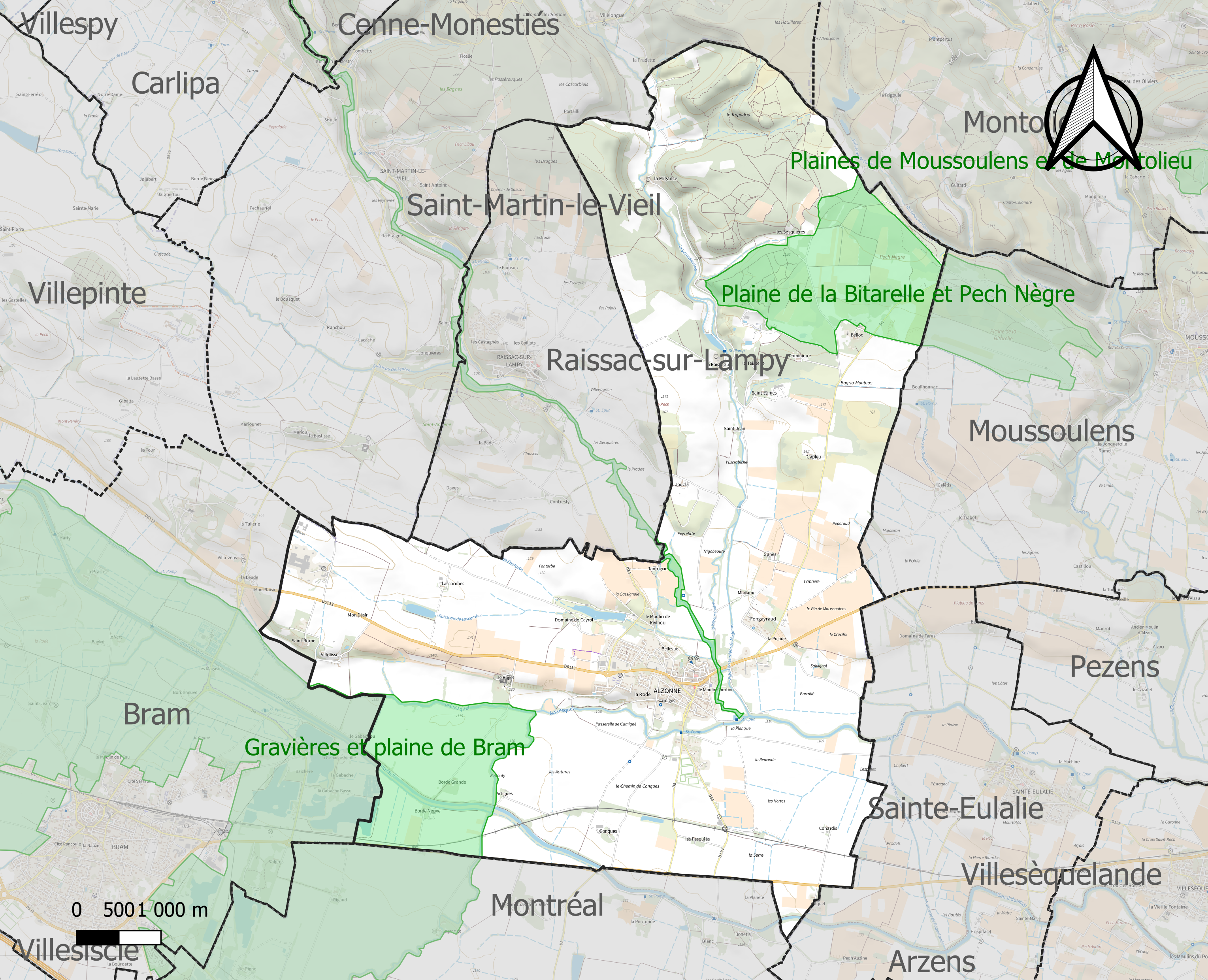
Carte des ZNIEFF de type 1 sur la commune.
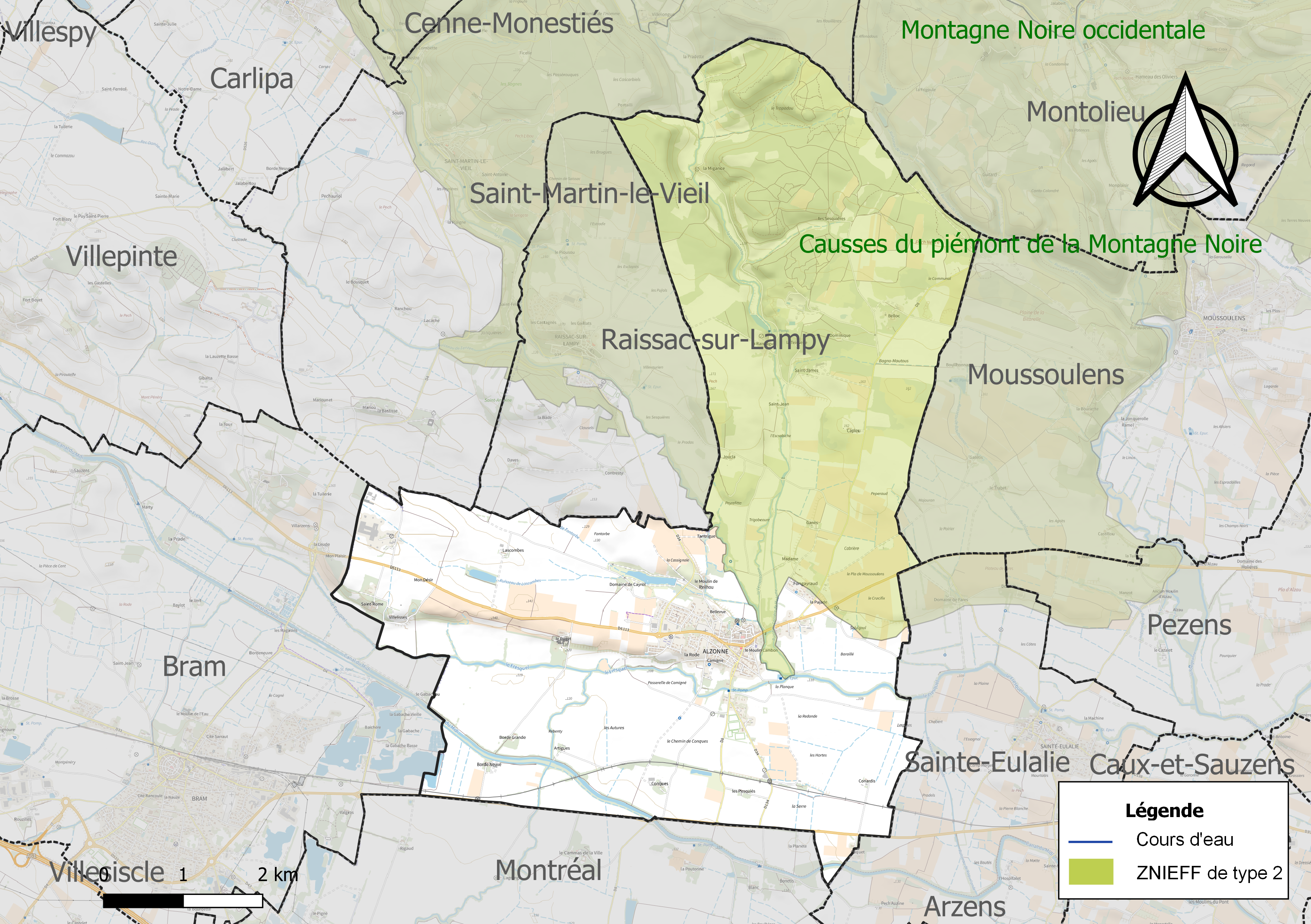
Carte de la ZNIEFF de type 2 sur la commune.

## Urbanisme

### Typologie
Au 1er janvier 2024, Alzonne est catégorisée bourg rural, selon la nouvelle grille communale de densité à 7 niveaux définie par l'Insee en 2022.
Elle est située hors unité urbaine. Par ailleurs la commune fait partie de l'aire d'attraction de Carcassonne, dont elle est une commune de la couronne,. Cette aire, qui regroupe 115 communes, est catégorisée dans les aires de 50 000 à moins de 200 000 habitants,.

### Occupation des sols

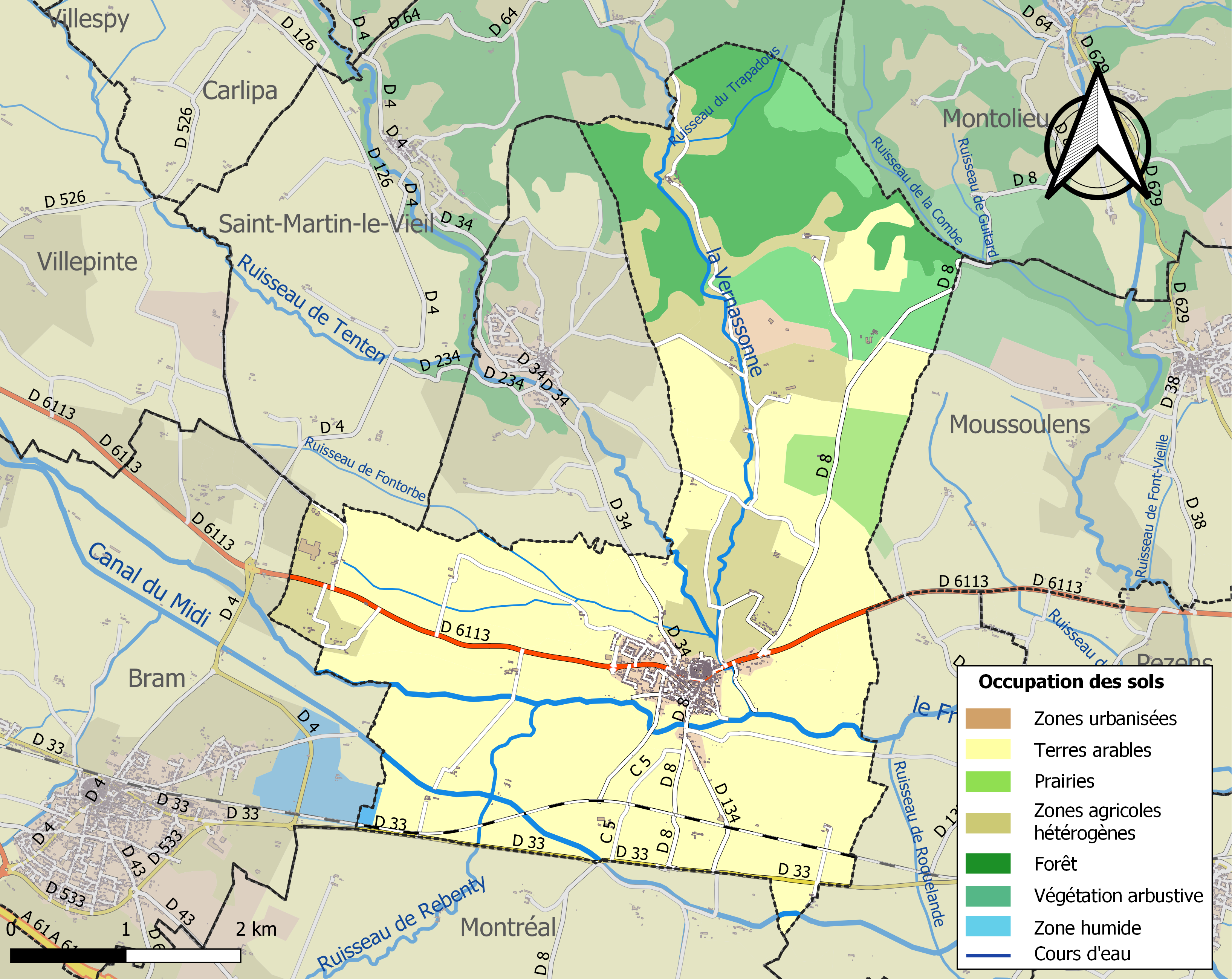
Carte des infrastructures et de l'occupation des sols de la commune en 2018 (CLC).

L'occupation des sols de la commune, telle qu'elle ressort de la base de données européenne d’occupation biophysique des sols Corine Land Cover (CLC), est marquée par l'importance des territoires agricoles (78,1 % en 2018), en diminution par rapport à 1990 (81,6 %). La répartition détaillée en 2018 est la suivante : terres arables (42,4 %), cultures permanentes (17,2 %), zones agricoles hétérogènes (15,6 %), forêts (12 %), milieux à végétation arbustive et/ou herbacée (5,9 %), prairies (2,9 %), zones urbanisées (2,7 %), mines, décharges et chantiers (1,2 %), eaux continentales (0,1 %). L'évolution de l’occupation des sols de la commune et de ses infrastructures peut être observée sur les différentes représentations cartographiques du territoire : la carte de Cassini (XVIIIe siècle), la carte d'état-major (1820-1866) et les cartes ou photos aériennes de l'IGN pour la période actuelle (1950 à aujourd'hui).

### Risques majeurs
Le territoire de la commune d'Alzonne est vulnérable à différents aléas naturels : météorologiques (tempête, orage, neige, grand froid, canicule ou sécheresse), inondations, feux de forêts et séisme (sismicité très faible). Il est également exposé à deux risques technologiques, le transport de matières dangereuses et la rupture d'un barrage. Un site publié par le BRGM permet d'évaluer simplement et rapidement les risques d'un bien localisé soit par son adresse soit par le numéro de sa parcelle.

#### Risques naturels
Certaines parties du territoire communal sont susceptibles d’être affectées par le risque d’inondation par débordement de cours d'eau, notamment le ruisseau de Rebenty, le Fresquel, le canal du Midi, le Lampy et la Vernassonne. La commune a été reconnue en état de catastrophe naturelle au titre des dommages causés par les inondations et coulées de boue survenues en 1982, 1985, 1992, 1996, 1999, 2009, 2018 et 2020,.

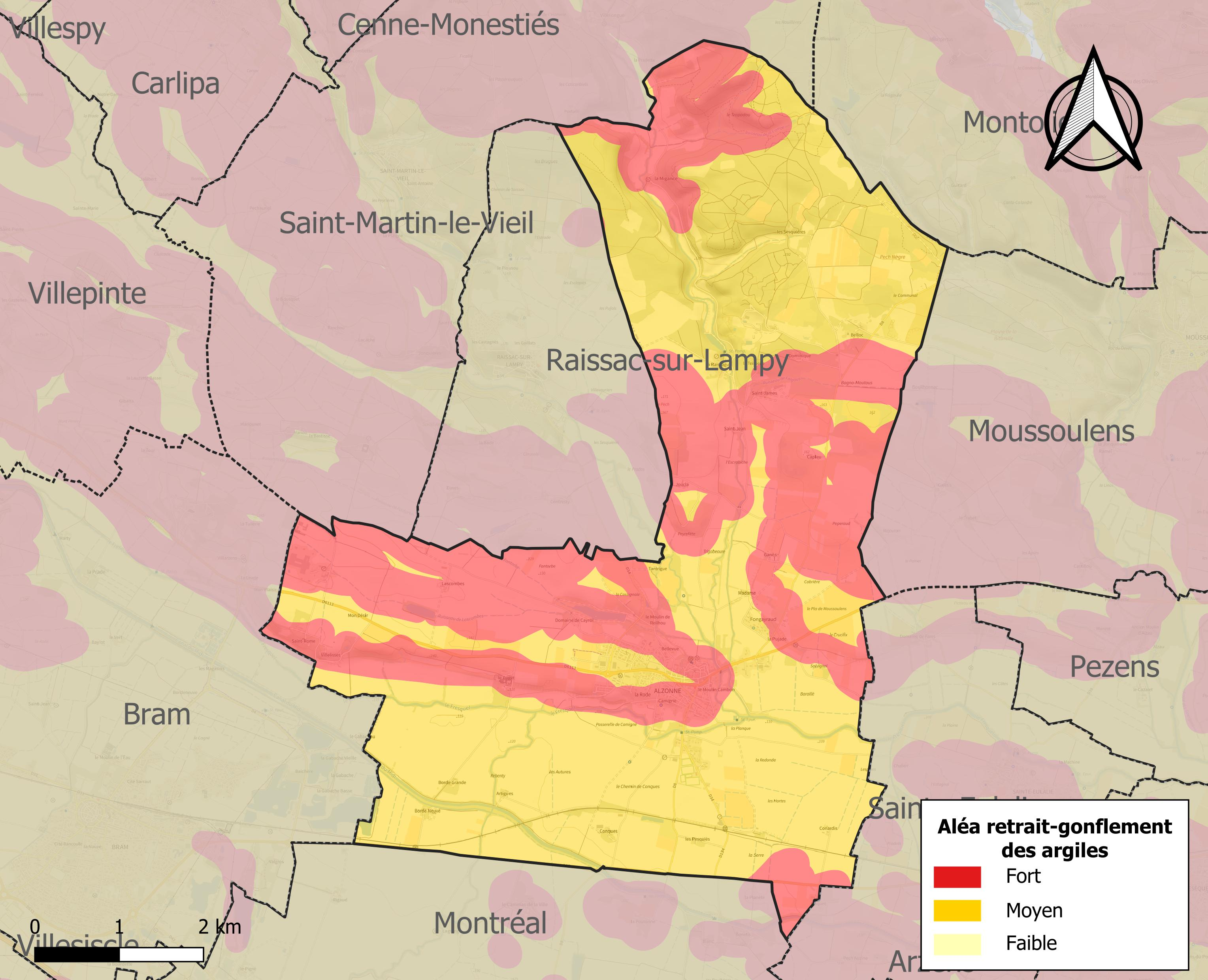
Carte des zones d'aléa retrait-gonflement des sols argileux d'Alzonne.

Le retrait-gonflement des sols argileux est susceptible d'engendrer des dommages importants aux bâtiments en cas d’alternance de périodes de sécheresse et de pluie. La totalité de la commune est en aléa moyen ou fort (75,2 % au niveau départemental et 48,5 % au niveau national). Sur les 724 bâtiments dénombrés sur la commune en 2019, 724 sont en aléa moyen ou fort, soit 100 %, à comparer aux 94 % au niveau départemental et 54 % au niveau national. Une cartographie de l'exposition du territoire national au retrait gonflement des sols argileux est disponible sur le site du BRGM,.

#### Risques technologiques
Le risque de transport de matières dangereuses sur la commune est lié à sa traversée par une route à fort trafic et une ligne de chemin de fer. Un accident se produisant sur de telles infrastructures est en effet susceptible d’avoir des effets graves au bâti ou aux personnes jusqu’à 350 m, selon la nature du matériau transporté. Des dispositions d’urbanisme peuvent être préconisées en conséquence.
La commune est en outre située en aval des barrages de Lampy et de Laprade, deux ouvrages de classe A. À ce titre elle est susceptible d’être touchée par l’onde de submersion consécutive à la rupture de cet ouvrage.

## Toponymie
Le nom Alsona en 898 est emprunté au Fresquel. Il est basé sur la racine hydronymique alz-, « aulne, marais » (Dauzat, Nègre, Billy, Morvan) et le suffixe -onna.

## Histoire
Alzonne est dès le IXe siècle une ville de quelque importance, puisqu’elle était dès lors le chef-lieu de la viguerie du même nom, vicaria Ausonensis ; dès lors aussi Alzonne était comprise, in pago Carcassensi.
Ce fut un point stratégique lors de la croisade contre les Albigeois.
Autrefois fortifiée, la ville fut assiégée et prise trois fois pendant les guerres de religion du XVIe.
Un phare placé à environ 8 m de haut émettait la lettre Z en morse (pour AlZonne) dans les années 1920-1930 pour guider les avions des pionniers de l'Aéropostale en route vers Dakar.

## Politique et administration

### Découpage territorial
La commune d'Alzonne est membre de l'intercommunalité Carcassonne Agglo, un établissement public de coopération intercommunale (EPCI) à fiscalité propre créé le 21 décembre 2012 dont le siège est à Carcassonne. Ce dernier est par ailleurs membre d'autres groupements intercommunaux.
Sur le plan administratif, elle est rattachée à l'arrondissement de Carcassonne, au département de l'Aude, en tant que circonscription administrative de l'État, et à la région Occitanie.
Sur le plan électoral, elle dépend du canton de la Malepère à la Montagne Noire pour l'élection des conseillers départementaux, depuis le redécoupage cantonal de 2014 entré en vigueur en 2015, et de la troisième circonscription de l'Aude  pour les élections législatives, depuis le redécoupage électoral de 1986.

## Démographie
L'évolution du nombre d'habitants est connue à travers les recensements de la population effectués dans la commune depuis 1793. Pour les communes de moins de 10 000 habitants, une enquête de recensement portant sur toute la population est réalisée tous les cinq ans, les populations de référence des années intermédiaires étant quant à elles estimées par interpolation ou extrapolation. Pour la commune, le premier recensement exhaustif entrant dans le cadre du nouveau dispositif a été réalisé en 2007.

En 2022, la commune comptait 1 590 habitants, en évolution de +3,38 % par rapport à 2016 (Aude : +2,65 %, France hors Mayotte : +2,11 %).
| 1793  | 1800  | 1806  | 1821  | 1831  | 1836  | 1841  | 1846  | 1851  |
| ----- | ----- | ----- | ----- | ----- | ----- | ----- | ----- | ----- |
| 1 384 | 1 510 | 1 596 | 1 610 | 1 629 | 1 644 | 1 598 | 1 623 | 1 588 |

| 1856  | 1861  | 1866  | 1872  | 1876  | 1881  | 1886  | 1891  | 1896  |
| ----- | ----- | ----- | ----- | ----- | ----- | ----- | ----- | ----- |
| 1 605 | 1 566 | 1 468 | 1 510 | 1 546 | 1 516 | 1 584 | 1 506 | 1 405 |

| 1901  | 1906  | 1911  | 1921  | 1926  | 1931  | 1936  | 1946  | 1954  |
| ----- | ----- | ----- | ----- | ----- | ----- | ----- | ----- | ----- |
| 1 530 | 1 574 | 1 460 | 1 315 | 1 321 | 1 312 | 1 277 | 1 277 | 1 223 |

| 1962  | 1968  | 1975  | 1982  | 1990  | 1999  | 2006  | 2007  | 2012  |
| ----- | ----- | ----- | ----- | ----- | ----- | ----- | ----- | ----- |
| 1 275 | 1 177 | 1 206 | 1 208 | 1 225 | 1 221 | 1 238 | 1 239 | 1 438 |

| 2017  | 2022  | - | - | - | - | - | - | - |
| ----- | ----- | - | - | - | - | - | - | - |
| 1 522 | 1 590 | - | - | - | - | - | - | - |

## Économie

### Revenus
En 2018  (données Insee publiées en septembre 2021), la commune compte 644 ménages fiscaux, regroupant 1 360 personnes. La médiane du revenu disponible par unité de consommation est de 17 890 € (19 240 € dans le département).

### Emploi
| Division       | 2008   | 2013   | 2018   |
| -------------- | ------ | ------ | ------ |
| Commune        | 6,8 %  | 11,4 % | 14,2 % |
| Département    | 10,2 % | 12,8 % | 12,6 % |
| France entière | 8,3 %  | 10 %   | 10 %   |

En 2018, la population âgée de 15 à 64 ans s'élève à 874 personnes, parmi lesquelles on compte 68,5 % d'actifs (54,3 % ayant un emploi et 14,2 % de chômeurs) et 31,5 % d'inactifs,. En  2018, le taux de chômage communal (au sens du recensement) des 15-64 ans est supérieur à celui du département et de la France, alors qu'en 2008 la situation était inverse.
La commune fait partie de la couronne de l'aire d'attraction de Carcassonne, du fait qu'au moins 15 % des actifs travaillent dans le pôle,. Elle compte 481 emplois en 2018, contre 430 en 2013 et 372 en 2008. Le nombre d'actifs ayant un emploi résidant dans la commune est de 482, soit un indicateur de concentration d'emploi de 99,8 % et un taux d'activité parmi les 15 ans ou plus de 49,3 %.
Sur ces 482 actifs de 15 ans ou plus ayant un emploi, 176 travaillent dans la commune, soit 37 % des habitants. Pour se rendre au travail, 76,1 % des habitants utilisent un véhicule personnel ou de fonction à quatre roues, 0,6 % les transports en commun, 14,6 % s'y rendent en deux-roues, à vélo ou à pied et 8,7 % n'ont pas besoin de transport (travail au domicile).

### Activités hors agriculture

#### Secteurs d'activités
94 établissements sont implantés  à Alzonne au 31 décembre 2019. Le tableau ci-dessous en détaille le nombre par secteur d'activité et compare les ratios avec ceux du département,.
| Secteur d'activité                                                                                        | Commune | Commune | Département |
| Secteur d'activité                                                                                        | Nombre  | %       | %           |
| --- | ------- | ------- | ----------- |
| Ensemble                                                                                                  | 94      | 100 %   | (100 %)     |
| Industrie manufacturière, industries extractives et autres                                                | 21      | 22,3 %  | (8,8 %)     |
| Construction                                                                                              | 13      | 13,8 %  | (14 %)      |
| Commerce de gros et de détail, transports, hébergement et restauration                                    | 28      | 29,8 %  | (32,3 %)    |
| Information et communication                                                                              | 2       | 2,1 %   | (1,6 %)     |
| Activités financières et d'assurance                                                                      | 2       | 2,1 %   | (2,7 %)     |
| Activités immobilières                                                                                    | 7       | 7,4 %   | (5,2 %)     |
| Activités spécialisées, scientifiques et techniques et activités de services administratifs et de soutien | 6       | 6,4 %   | (13,3 %)    |
| Administration publique, enseignement, santé humaine et action sociale                                    | 10      | 10,6 %  | (13,2 %)    |
| Autres activités de services                                                                              | 5       | 5,3 %   | (8,8 %)     |

Le secteur du commerce de gros et de détail, des transports, de l'hébergement et de la restauration est prépondérant sur la commune puisqu'il représente 29,8 % du nombre total d'établissements de la commune (28 sur les 94 entreprises implantées  à Alzonne), contre 32,3 % au niveau départemental.

#### Entreprises
Les cinq entreprises ayant leur siège social sur le territoire communal qui génèrent le plus de chiffre d'affaires en 2020 sont : 
- Necy, supermarchés (7 640 k€)
- SARL Razes Hybrides, culture de céréales (à l'exception du riz), de légumineuses et de graines oléagineuses (5 223 k€)
- Traiteur Bareil, services des traiteurs (470 k€)
- Holding Bareil, conseil pour les affaires et autres conseils de gestion (405 k€)
- La Pujade, location de terrains et d'autres biens immobiliers (24 k€)

La toiture de la salle polyvalente de la commune est équipée de 1 214 m2 de panneaux photovoltaïques depuis 2010. La transformation d'une ancienne décharge en centrale solaire photovoltaïque au sol d'environ 3 MW crête, développée par la société Valorem, obtient un permis de construire fin 2015 et fait l'objet d'une campagne de financement participatif sur la plateforme Lendosphere en juin 2016. Les permis ayant été délivrés fin 2017, le parc devrait être terminé mi-2019.

### Agriculture
La commune fait partie de la petite région agricole dénommée « Région viticole ». En 2010, l'orientation technico-économique de l'agriculture  sur la commune est la polyculture et le polyélevage.
|                                   | 1988  | 2000 | 2010 |
| --------------------------------- | ----- | ---- | ---- |
| Exploitations                     | 75    | 35   | 23   |
| Superficie agricole utilisée (ha) | 1 584 | 1169 | 1256 |

Le nombre d'exploitations agricoles en activité et ayant leur siège dans la commune est passé de 75 lors du recensement agricole de 1988 à 35 en 2000 puis à 23 en 2010, soit une baisse de 69 % en 22 ans. Le même mouvement est observé à l'échelle du département qui a perdu pendant cette période 52 % de ses exploitations. La surface agricole utilisée sur la commune a également diminué, passant de 1 584 ha en 1988 à 1 256 ha en 2010. Parallèlement la surface agricole utilisée moyenne par exploitation a augmenté, passant de 21 à 55 ha.

## Culture locale et patrimoine

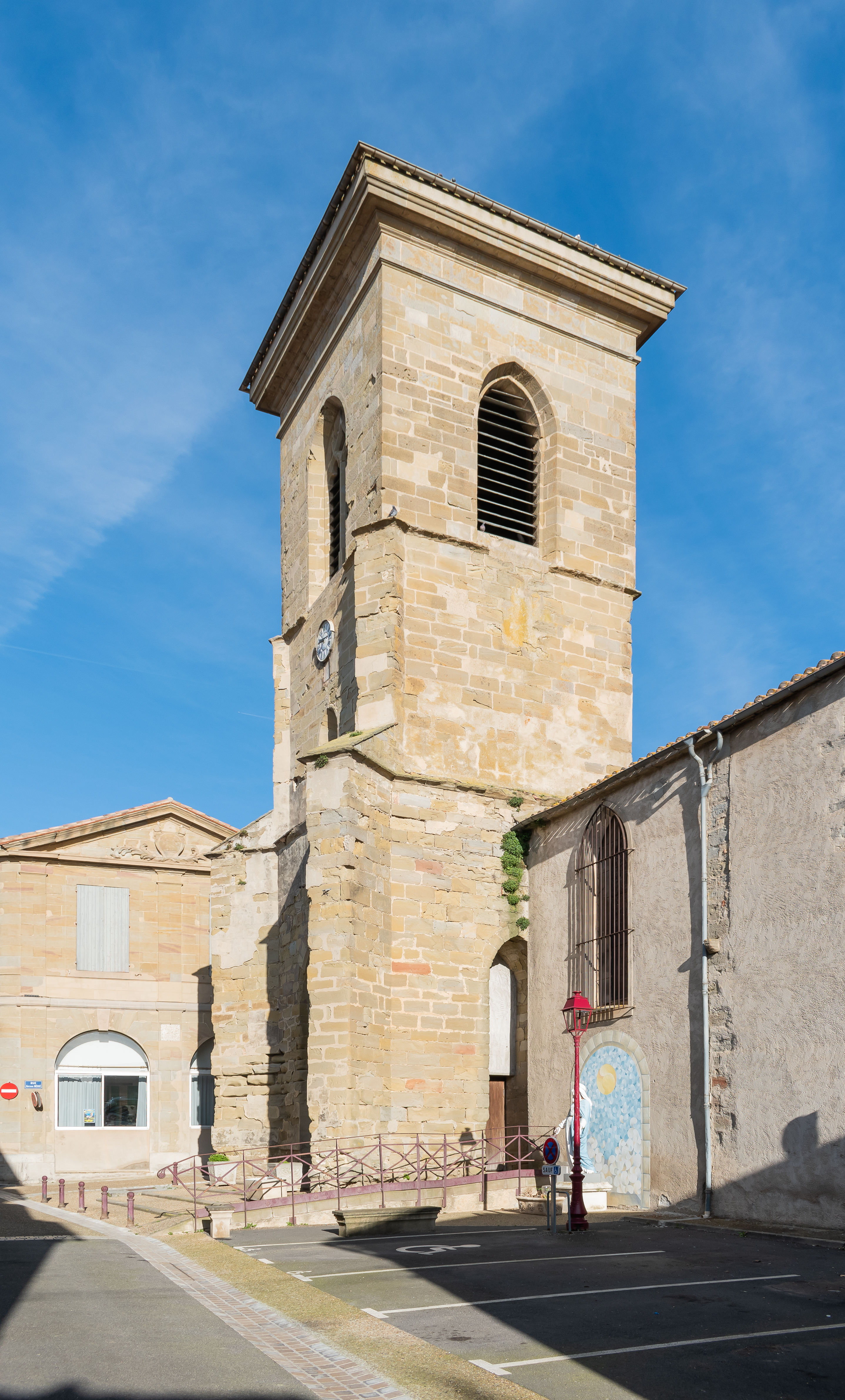
L'église de l'Assomption-de-Notre-Dame.

### Lieux et monuments
- Église de l'Assomption-de-Notre-Dame d'Alzonne.
- Pont-canal de Rébenty

### Sports
La commune est fortement associée au rugby à XIII, en raison du projet de création d'un Centre Technique National sur son territoire. Un projet lancé en 2017 et validé par la Fédération française de rugby à XIII en 2020.
Néanmoins depuis le début des années 2020, la Fédération ne communique plus sur le sujet.

### Personnalités liées à la commune
- Jean Dours (1809-1877), évêque de Soissons, est né à Alzonne;
- Jules Rouch (1884-1973), officier météorologue, compagnon de Jean-Baptiste Charcot en Antarctique (1908-1910), père de Jean Rouch, a grandi à Alzonne et a pris comme nom de plume pour ses romans Clément Alzonne;
- Antoine Gayraud (1910-1981), né à Alzonne, homme politique français, ancien député-maire de Carcassonne;
- Françoise de Veyrinas (1943-2008), née à Alzonne, femme politique française, ancienne député et secrétaire d'État;
- Julie Peruzzetto (1987), footballeuse, originaire du village.

### Héraldique
| Blason de Alzonne | Blason  | Senestre d'argent par azur embrassé.             |
| Blason de Alzonne | Détails | Le statut officiel du blason reste à déterminer. |